# Mariika Modeva
Mariika Modeva (en búlgaro: Марийка Модева; 4 de abril de 1954) es una deportista búlgara que compitió en remo.
Participó en dos Juegos Olímpicos de Verano en los años 1976 y 1980, obteniendo dos medallas, plata en Montreal 1976 y plata en Moscú 1980. Ganó una medalla de plata en el Campeonato Mundial de Remo de 1975.

## Palmarés internacional
| Juegos Olímpicos   | Juegos Olímpicos         | Juegos Olímpicos | Juegos Olímpicos   |
| Año                | Lugar                    | Medalla          | Prueba             |
| ------------------ | ------------------------ | ---------------- | ------------------ |
| 1976               | Montreal (Canadá)        | Medalla de plata | Cuatro con timonel |
| 1980               | Moscú (URSS)             | Medalla de plata | Cuatro con timonel |
| Campeonato Mundial |                          |                  |                    |
| Año                | Lugar                    | Medalla          | Prueba             |
| 1975               | Nottingham (Reino Unido) | Medalla de plata | Cuatro con timonel |